# Heinz Kiehl
Heinz Kiehl (Renania-Palatinado, Alemania, 6 de junio de 1943-26 de julio de 2016) fue un deportista alemán especialista en lucha grecorromana donde llegó a ser medallista de bronce olímpico en Tokio 1964.

## Carrera deportiva
En los Juegos Olímpicos de 1964 celebrados en Tokio ganó la medalla de bronce en lucha grecorromana estilo peso ligero-pesado, tras el luchador búlgaro Boyan Radev (oro) y el sueco Per Svensson (plata).